# Vlaamse Televisie Sterren 2013
De Vlaamse Televisie Sterren 2013 was de zesde editie van het televisieprogramma waarin de Vlaamse Televisie Academie verscheidene programma's en tv-figuren bekroonde. De prijsuitreiking, De Nacht Van De Vlaamse Televisie Sterren 2013, werd voor de derde keer uitgezonden door VTM. Het evenement vond plaats op 2 maart 2013.
In totaal werden er 15 Televisie Sterren uitgereikt. De presentatie was in handen van Kobe Ilsen en Francesca Vanthielen.
Naast het traditionele showgedeelte werd een sketch getoond waarin Bart Cannaerts de spot dreef met de zenders Eén, Canvas, VTM, 2BE en VIER. Ook Jonas Van Geel en Tine Embrechts doken tussendoor op met hun alter ego's Christoff en Dana Winner in een speciale versie van de Klagerfestival-sketch uit Tegen de Sterren op. Peter Van Asbroeck leverde dan weer de satirische commentaarstem bij een aantal opmerkelijke televisiefragmenten. Voorts werd hulde gebracht aan een aantal recent overleden televisiegezichten (waaronder Odilon Mortier, Alex Cassiers, Bart Van den Bossche en Patrick De Witte), muzikaal ondersteund door de Broken Circle Band met Veerle Baetens en Johan Heldenbergh.

## Winnaars
| Categorie                                 | Winnaar                                                       | Andere genomineerden                                                           | Uitgereikt door                                                 |
| ----------------------------------------- | ------------------------------------------------------------- | ------------------------------------------------------------------------------ | --------------------------------------------------------------- |
| Populairste televisieprogramma            | Clan (VTM)                                                    | Dagelijkse kost (Eén)                                                          | Koen Wauters, Natalia Druyts, Jasper Steverlinck & Alex Callier |
| Populairste televisieprogramma            | Clan (VTM)                                                    | De Slimste Mens ter Wereld (VIER)                                              | Koen Wauters, Natalia Druyts, Jasper Steverlinck & Alex Callier |
| Populairste televisieprogramma            | Clan (VTM)                                                    | Quiz Me Quick (Eén)                                                            | Koen Wauters, Natalia Druyts, Jasper Steverlinck & Alex Callier |
| Populairste televisiepersoonlijkheid      | Nathalie Meskens                                              | Astrid Bryan                                                                   | Jonas Van Geel (als Christoff)                                  |
| Populairste televisiepersoonlijkheid      | Nathalie Meskens                                              | Bart De Pauw                                                                   | Jonas Van Geel (als Christoff)                                  |
| Populairste televisiepersoonlijkheid      | Nathalie Meskens                                              | Jeroen Meus                                                                    | Jonas Van Geel (als Christoff)                                  |
| Beste Acteur                              | Dirk Roofthooft (Clan, VTM)                                   | Ben Segers (Quiz me Quick, Eén; De zonen van Van As, VTM; Loslopend wild, Eén) | Eline De Munck & Kevin Van der Perren                           |
| Beste Acteur                              | Dirk Roofthooft (Clan, VTM)                                   | Geert Van Rampelberg (Code 37, VTM; Clan, VTM; Zingaburia, Ketnet)             | Eline De Munck & Kevin Van der Perren                           |
| Beste Acteur                              | Dirk Roofthooft (Clan, VTM)                                   | Guga Baúl (Tegen de Sterren op, VTM; Vermist, VIER)                            | Eline De Munck & Kevin Van der Perren                           |
| Beste Actrice                             | Tine Embrechts (Quiz Me Quick, Eén; Tegen de Sterren op, VTM) | Barbara Sarafian (Clan, VTM; Tegen de Sterren op, VTM)                         | Bart Peeters & Marcel Vanthilt                                  |
| Beste Actrice                             | Tine Embrechts (Quiz Me Quick, Eén; Tegen de Sterren op, VTM) | Inge Paulussen (Clan, VTM; Loslopend wild, Eén)                                | Bart Peeters & Marcel Vanthilt                                  |
| Beste Actrice                             | Tine Embrechts (Quiz Me Quick, Eén; Tegen de Sterren op, VTM) | Veerle Baetens (Code 37, VTM)                                                  | Bart Peeters & Marcel Vanthilt                                  |
| Beste Presentator                         | Lieven Van Gils (Reyers laat, Canvas)                         | Paul de Leeuw (Manneke Paul, VTM)                                              | Karen Damen, Kristel Verbeke & Josje Huisman                    |
| Beste Presentator                         | Lieven Van Gils (Reyers laat, Canvas)                         | Koen Wauters (Belgium's Got Talent, VTM)                                       | Karen Damen, Kristel Verbeke & Josje Huisman                    |
| Beste Presentator                         | Lieven Van Gils (Reyers laat, Canvas)                         | Erik Van Looy (De Slimste Mens ter Wereld, VIER)                               | Karen Damen, Kristel Verbeke & Josje Huisman                    |
| Beste Presentatrice                       | Martine Tanghe (Het journaal, Eén; Verkiezingsshow, Eén)      | Francesca Vanthielen (Cijfers liegen niet, VTM; Sterren op de Dansvloer, VTM)  | Tomas De Soete & Freek Braeckman                                |
| Beste Presentatrice                       | Martine Tanghe (Het journaal, Eén; Verkiezingsshow, Eén)      | An Lemmens (So You Think You Can Dance, VTM)                                   | Tomas De Soete & Freek Braeckman                                |
| Beste Presentatrice                       | Martine Tanghe (Het journaal, Eén; Verkiezingsshow, Eén)      | Frieda Van Wijck (De klas van Frieda, Eén)                                     | Tomas De Soete & Freek Braeckman                                |
| Beste Drama                               | Clan (VTM)                                                    | Salamander (Eén)                                                               | Natali Broods & Els Laenen                                      |
| Beste Drama                               | Clan (VTM)                                                    | Deadline 14/10 (VTM)                                                           | Natali Broods & Els Laenen                                      |
| Beste Drama                               | Clan (VTM)                                                    | Quiz Me Quick (Eén)                                                            | Natali Broods & Els Laenen                                      |
| Beste Realityprogramma                    | Tomtesterom (Eén)                                             | Astrid in Wonderland (VIJF)                                                    | Erik Van Looy & Frieda Van Wijck                                |
| Beste Realityprogramma                    | Tomtesterom (Eén)                                             | Dr. Livingstone (VIER)                                                         | Erik Van Looy & Frieda Van Wijck                                |
| Beste Realityprogramma                    | Tomtesterom (Eén)                                             | Beroepen Zonder Grenzen (Eén)                                                  | Erik Van Looy & Frieda Van Wijck                                |
| Beste Entertainmentprogramma              | Manneke Paul (VTM)                                            | So You Think You Can Dance (VTM)                                               | Sven Nys & Jill Peeters                                         |
| Beste Entertainmentprogramma              | Manneke Paul (VTM)                                            | Sterren op de Dansvloer (VTM)                                                  | Sven Nys & Jill Peeters                                         |
| Beste Entertainmentprogramma              | Manneke Paul (VTM)                                            | De Slimste Mens ter Wereld (VIER)                                              | Sven Nys & Jill Peeters                                         |
| Beste Lifestyleprogramma                  | Dagelijkse kost (Eén)                                         | 1000 zonnen (Eén)                                                              | Véronique De Kock & Katja Retsin                                |
| Beste Lifestyleprogramma                  | Dagelijkse kost (Eén)                                         | Groenland (Eén)                                                                | Véronique De Kock & Katja Retsin                                |
| Beste Lifestyleprogramma                  | Dagelijkse kost (Eén)                                         | Vlaanderen Vakantieland (Eén)                                                  | Véronique De Kock & Katja Retsin                                |
| Beste Humor- en comedyprogramma           | Tegen de Sterren op (VTM)                                     | Een Laatste Groet (Canvas)                                                     | Tomas Van Den Spiegel & William Boeva                           |
| Beste Humor- en comedyprogramma           | Tegen de Sterren op (VTM)                                     | Loslopend wild (Eén)                                                           | Tomas Van Den Spiegel & William Boeva                           |
| Beste Humor- en comedyprogramma           | Tegen de Sterren op (VTM)                                     | Scheire en de schepping (Eén)                                                  | Tomas Van Den Spiegel & William Boeva                           |
| Beste Reportage- en documentaireprogramma | Belpop (Canvas)                                               | De Bende Haemers (VIER)                                                        | Rudi Vranckx                                                    |
| Beste Reportage- en documentaireprogramma | Belpop (Canvas)                                               | De Rechtbank (VIER)                                                            | Rudi Vranckx                                                    |
| Beste Reportage- en documentaireprogramma | Belpop (Canvas)                                               | Alloo in de Gevangenis (VTM)                                                   | Rudi Vranckx                                                    |
| Beste Informatieprogramma                 | Het Journaal (Eén)                                            | Het Nieuws (VTM) \| rowspan="3"\|Ingrid Lieten                                 |                                                                 |
| Beste Informatieprogramma                 | Het Journaal (Eén)                                            | Reyers laat (Canvas)                                                           |                                                                 |
| Beste Informatieprogramma                 | Het Journaal (Eén)                                            | Iedereen beroemd (Eén)                                                         |                                                                 |
| Rijzende ster                             | Sofie Lemaire                                                 | n.v.t.                                                                         | Birgit Van Mol                                                  |
| Carrière ster                             | Jo De Meyere                                                  | n.v.t.                                                                         | Luc Appermont, Chris Lomme & Cath Luyten                        |

## Meeste prijzen en nominaties

### Meeste nominaties
- 6: Clan
- 4: Quiz me Quick, Tegen de Sterren op
- 3: De Slimste Mens ter Wereld, Loslopend Wild
- 2: Astrid Bryan, Dagelijkse Kost, Het Journaal, Manneke Paul, Reyers Laat, Sterren op de Dansvloer

### Meeste prijzen
- 3: Clan
- 2: Tegen de Sterren op